# 安東尼·貝納多
安東尼·貝納多（1966年12月9日—）生於圣胡利娅-德洛里亚，是一名安道爾男子田徑運動員，他曾經代表國家參加2012年倫敦奧運的男子馬拉松比賽，結果獲得第74名。

## 外部連結
- 安東尼·貝納多在的頁面